# (6383) Tokushima
(6383) Tokushima est un astéroïde de la ceinture principale.

## Description
(6383) Tokushima est un astéroïde de la ceinture principale. Il fut découvert le 12 décembre 1988 à Tokushima par Masayuki Iwamoto et Toshimasa Furuta. Il présente une orbite caractérisée par un demi-grand axe de 3,00 UA, une excentricité de 0,06 et une inclinaison de 11,1° par rapport à l'écliptique.

## Compléments